# Diviciaco (heduo)
Este monarca no debe ser confundido con Diviciaco, rey de los suesiones.
Diviciaco fue un noble heduo, el único druida cuya existencia histórica está atestiguada. Luchó contra su hermano Dúmnorix, aliado con los helvecios y con Ariovisto. Estrecho colaborador de los romanos, trabó amistad con Cicerón y ayudó a César durante la guerra de las Galias, y posiblemente acabó sus días en Roma.

## Vida
Se ignora cuál fue su fecha de nacimiento, pero era adulto en los años 60 del siglo I a. C., cuando era senador de los heduos y escapó a una masacre perpetrada por los sécuanos, los arvernos y las tropas germanas de Ariovisto.
Partidario de la alianza con los romanos, en 63 a. C. viajó a la Urbe y compareció ante el Senado para pedir ayuda militar; fue huésped de Cicerón, que escribió sobre sus conocimientos de adivinación, astrología y filosofía natural (De Divinatione I, XLI, 90). Julio César lo menciona en varias ocasiones en su Comentarios a la guerra de las Galias, señalando su particular habilidad como diplomático.
Además de desempeñar el oficio religioso de druida, fue el vergobreto (magistrado o líder político) de los heduos, una de las tribus más poderosas de la Galia. Combatió a su hermano Dúmnorix, firme antirromano, que acabaría siendo ejecutado por César.
Diviciaco dejó de ser vergobreto en 52 a. C., siendo el cargo pretendido por Convictolitave y Coto. Su fecha de muerte es desconocida, pero Cicerón se refirió a él en presente en 44 a. C.